# NWSL Challenge Cup 2022
Navigation
Édition précédente Édition suivante
La NWSL Challenge Cup 2022 est la troisième édition de la NWSL Challenge Cup, un tournoi de pré-saison de la NWSL. La compétition est remportée par Courage de la Caroline du Nord face au Spirit de Washington.
Ashley Hatch (Spirit de Washington) finit meilleure buteuse du tournoi avec 6 réalisations. 

## Format
Les douze franchises sont réparties en trois poules de quatre, dans lesquelles elles s'affrontent en matches aller-retour. À l'issue de cette phase de poules débutent les play-offs.

## Compétition

### Phase de groupes
Légende des classements
- Qualifiées pour les demi-finales

#### Division Est
| Rang | Équipe                         | Pts | J | G | N | P | Bp | Bc | Diff |
| ---- | ------------------------------ | --- | - | - | - | - | -- | -- | ---- |
| 1    | Courage de la Caroline du Nord | 12  | 6 | 3 | 3 | 0 | 12 | 7  | +5   |
| 2    | Spirit de Washington           | 10  | 6 | 2 | 4 | 0 | 12 | 7  | +5   |
| 3    | Gotham du NJ/NY                | 6   | 6 | 1 | 3 | 2 | 5  | 8  | -3   |
| 4    | Pride d'Orlando                | 2   | 6 | 0 | 2 | 4 | 4  | 11 | -7   |

#### Division Centrale
| Rang | Équipe                 | Pts | J | G | N | P | Bp | Bc | Diff |
| ---- | ---------------------- | --- | - | - | - | - | -- | -- | ---- |
| 1    | Current de Kansas City | 13  | 6 | 4 | 1 | 1 | 10 | 7  | +3   |
| 2    | Red Stars de Chicago   | 8   | 6 | 2 | 2 | 2 | 8  | 6  | +2   |
| 3    | Racing Louisville      | 6   | 6 | 1 | 3 | 2 | 8  | 7  | +1   |
| 4    | Dash de Houston        | 6   | 6 | 2 | 0 | 4 | 7  | 13 | -6   |

#### Division Ouest
| Rang | Équipe             | Pts | J | G | N | P | Bp | Bc | Diff |
| ---- | ------------------ | --- | - | - | - | - | -- | -- | ---- |
| 1    | OL Reign           | 14  | 6 | 4 | 2 | 0 | 11 | 5  | +6   |
| 2    | Thorns de Portland | 10  | 6 | 3 | 1 | 2 | 8  | 5  | +3   |
| 3    | Wave de San Diego  | 5   | 6 | 1 | 2 | 3 | 9  | 11 | -2   |
| 4    | Angel City         | 4   | 6 | 1 | 1 | 4 | 6  | 13 | -7   |

### Demi-finales
Les trois vainqueurs de groupe sont rejoints par le meilleur deuxième pour disputer les demi-finales.
| 4 mai 2022 | OL Reign          | 0 – 0          | Spirit de Washington | Audi Field, Washington |                     |
|            |                   | (0 - 0, 0 - 0) |                      | Spectateurs : 3 015    | Spectateurs : 3 015 |
|            | Tirs au but 8 - 9 |                |                      | Spectateurs : 3 015    | Spectateurs : 3 015 |

| 4 mai 2022 | Current de Kansas City | 1 – 2   | Courage de la Caroline du Nord | Children's Mercy Park, Kansas City |                     |
|            | (McCain ) Hamilton 79e | (0 - 2) | 19e Debinha · 36e Ordóñez      | Spectateurs : 4 093                | Spectateurs : 4 093 |

### Finale
| Finale     | Courage de la Caroline du Nord        | 2 – 1   | Spirit de Washington | WakeMed Soccer Park, Cary |                         |
| 7 mai 2022 | Kerolin 10e · Taylor Aylmer 70e (csc) | (1 – 1) | Ashley Hatch 35e     | Arbitrage : Koroleva K.   | Arbitrage : Koroleva K. |
| 7 mai 2022 | Merritt Mathias 68e                   |         |                      | Arbitrage : Koroleva K.   | Arbitrage : Koroleva K. |

## Statistiques
Mise à jour le 8 mai 2022.

### Meilleures buteuses
|    | Joueuse               | Club                   | Buts |
| -- | --------------------- | ---------------------- | ---- |
| 1. | Ashley Hatch          | Washington Spirit      | 6    |
| 2  | Debinha               | North Carolina Courage | 5    |
| 2  | Kristen Hamilton (en) | Kansas City Current    | 5    |
| 4. | Alex Morgan           | San Diego Wave         | 4    |
| 4. | Mallory Pugh          | Chicago Red Stars      | 4    |
| 4. | Trinity Rodman        | Washington Spirit      | 4    |

### Meilleures passeuses
|    | Joueuse          | Club                   | Passes |
| -- | ---------------- | ---------------------- | ------ |
| 1. | Elyse Bennett    | Kansas City Current    | 4      |
| 2. | María Sánchez    | Houston Dash           | 3      |
| 2. | Trinity Rodman   | Washington Spirit      | 3      |
| 3. | Angelina         | OL Reign               | 2      |
| 3. | Hailie Mace (en) | Kansas City Current    | 2      |
| 3. | Kelley O'Hara    | Washington Spirit      | 2      |
| 3. | Carson Pickett   | North Carolina Courage | 2      |

### Meilleures gardiennes
|    | Joueuse               | Club              | Arrêts |
| -- | --------------------- | ----------------- | ------ |
| 1. | DiDi Haračić (en)     | Angel City        | 24     |
| 1. | Phallon Tullis-Joyce  | OL Reign          | 24     |
| 1. | Aubrey Kingsbury (en) | Washington Spirit | 24     |
| 4  | Ashlyn Harris         | NJ/NY Gotham      | 20     |
| 4  | Katie Lund (en)       | Racing Louisville | 20     |
| 6. | Jane Campbell         | Houston Dash      | 17     |
| 6. | Alyssa Naeher         | Chicago Red Stars | 17     |